# Condado de Carlisle
O Condado de Carlisle é um dos 120 condados do estado americano de Kentucky. A sede do condado é Bardwell, e sua maior cidade é Bardwell. O condado possui uma área de 515 km² (dos quais 17 km² estão cobertos por água), uma população de 5 351 habitantes, e uma densidade populacional de 11 hab/km² (segundo o censo nacional de 2000). O condado foi fundado em 1886. O condado proíbe a venda de bebidas alcoólicas.